# باشگاه فوتبال بیجینگ گوان تلنت سنگاپور
باشگاه فوتبال بیجینگ گوان تلنت سنگاپور (چینی ساده: 北京国安精英队) یک باشگاه فوتبال حرفه‌ای چینی بود که برای بازی به عنوان یک تیم خارجی در اس-لیگ سنگاپور در سال ۲۰۱۰ تشکیل شد. این باشگاه یک تیم اقماری از باشگاه بیجینگ گوان در سوپر لیگ چین بود. بازیکنان تیم‌های جوانان بیجینگ گوان، تیم اس-لیگ آن را تشکیل دادند. بیجینگ گوان (سنگاپور) نهمین تیم خارجی شد که در اس-لیگ شرکت کرد. در سال ۲۰۱۱، اتحادیه فوتبال سنگاپور تصمیم گرفت تانجونگ پاگار یونایتد را جایگزین آنها کند.